# Bílovec
Bílovec (del alemán: Wagstadt) es una pequeña ciudad al nordeste de la República Checa, perteneciente al distrito de Nový Jičín, en la región (kraj) de Moravia-Silesia. A 1 de enero de 2013 su población era de 7551 habitantes.
Además de la ciudad propiamente dicha, integran el municipio los núcleos de población de Bravinné, Lhotka, Lubojaty, Ohrada, Stará Ves y Výškovice.
Bílovec, con solo 7500 habitantes, es la localidad natal de dos tenistas campeonas del torneo de Wimbledon en 2011: Petra Kvitová, vencedora en categoría individual, y Květa Peschke, vencedora en dobles femenino (formando pareja con Katarina Srebotnik).

## Geografía e historia
Bílovec se sitúa en las estribaciones de la zona montañosa de Nizký Jesenik y a orillas del río Bílovka, afluente del Óder. Mencionada documentalmente por primera vez en 1276, fue señorío de diferentes familias nobles moravas hasta la desaparición del feudalismo, en 1848. Con el nombre alemán de Wagstadt (anteriormente Wokenstadt) perteneció al Imperio Austro-húngaro hasta 1918, convirtiéndose a partir del siglo XVII en un importante centro de la industria textil. Como parte de los Sudetes, la ciudad fue ocupada por las tropas alemanas en 1938. En 1945 la población de origen alemán fue expulsada y reemplazada por colonos de lengua checa.

## Patrimonio
En el patrimonio histórico-artístico de la ciudad destacan la iglesia gótica de San Nicolás, del siglo XIV, el Ayuntamiento porticado renacentista, de 1593, el zamek (castillo-palacio) del siglo XVI, también en estilo renacentista, la casa municipal barroca del siglo XVIII, convertida hoy en museo local, la capilla de Santa Bárbara y el monumento a la Liberación, ejemplo característico del realismo socialista. 
Los pueblos del municipio también albergan patrimonio de interés, destacando la iglesia de San Jorge (kostel svatého Jiří), en Lubojaty, construida entre los siglos XIV y XVI, y la iglesia de Santiago (kostel svatého Jakub), en Stará Ves.

## Galería

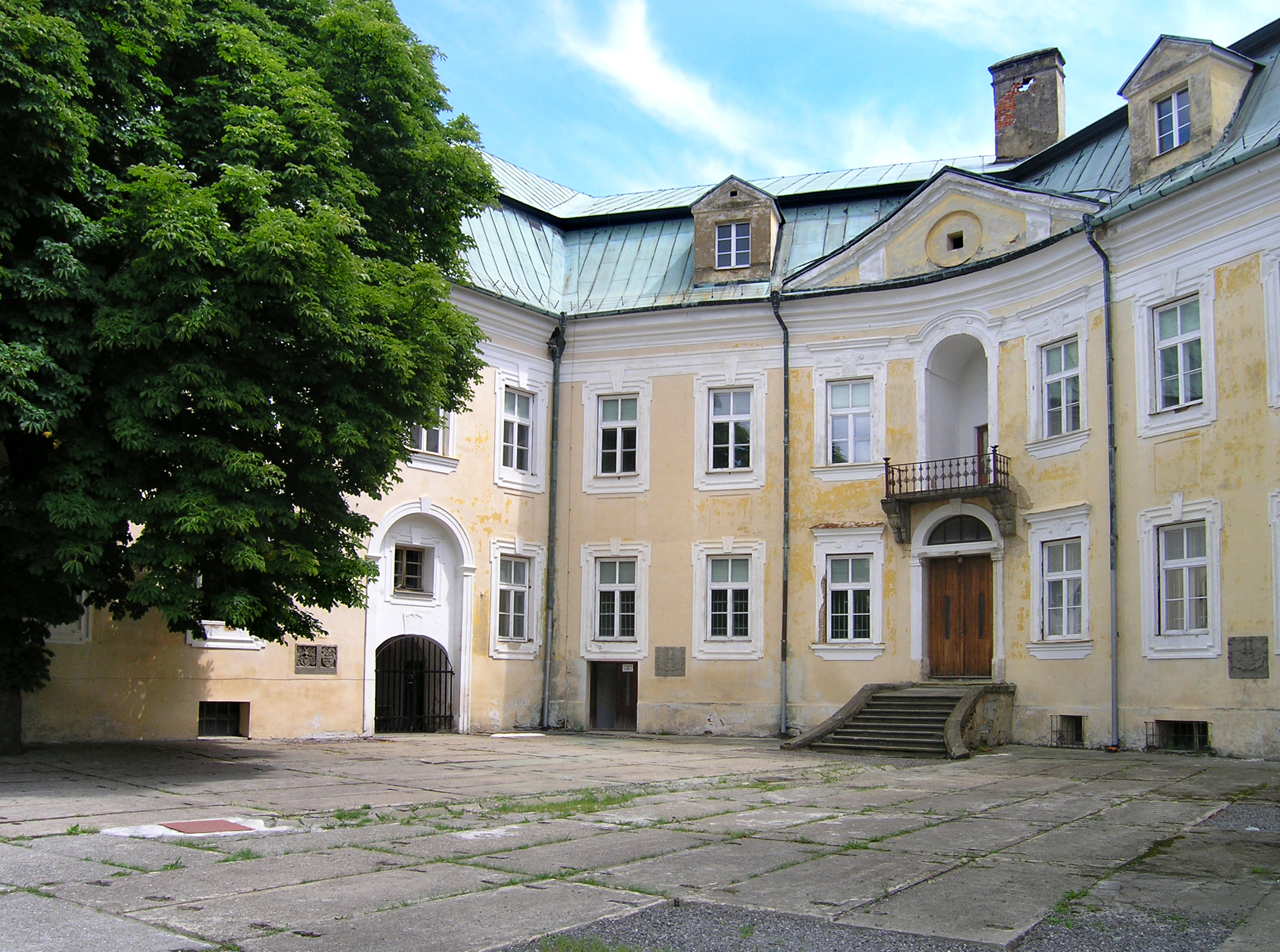
Zamek o castillo
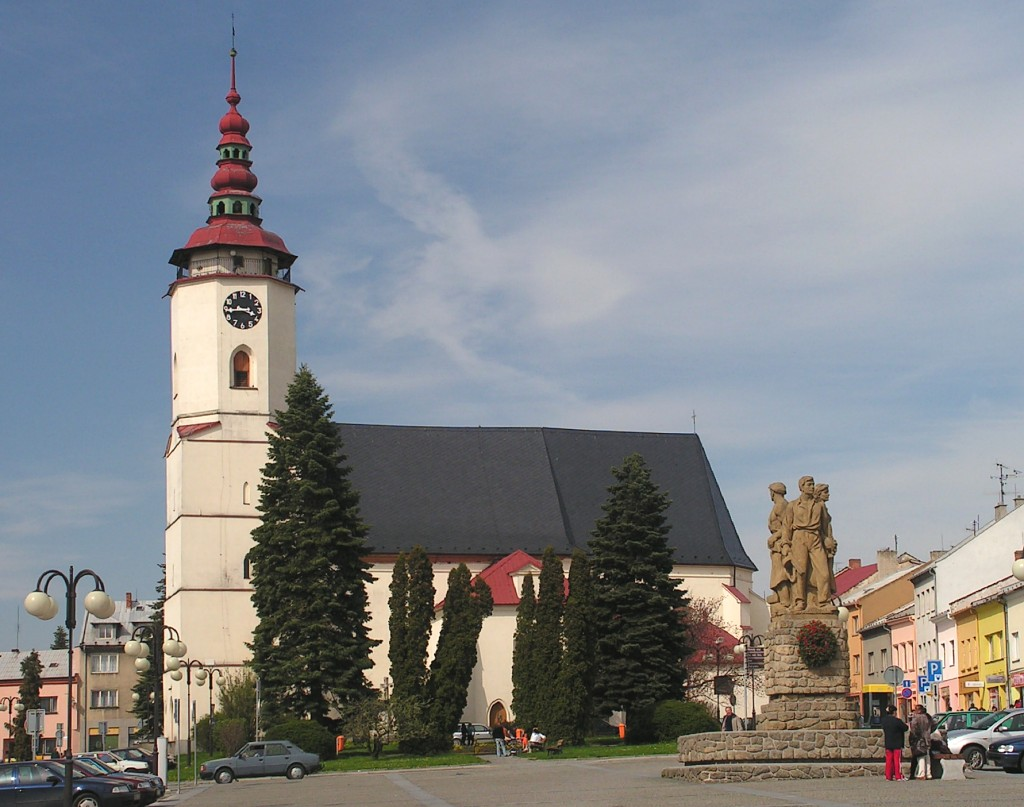
Iglesia de San Nicolás
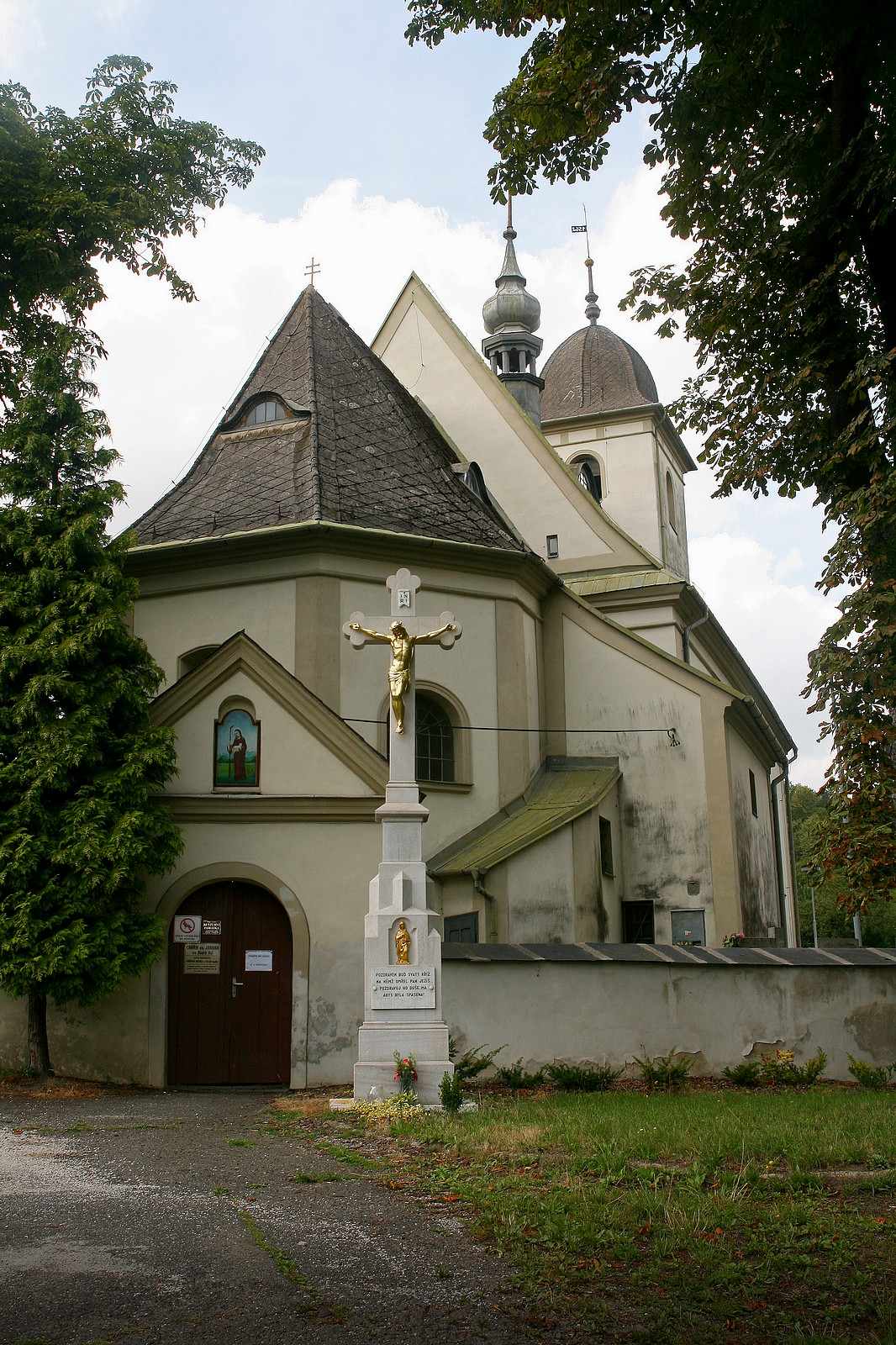
Iglesia de Santiago, en Stará Ves